# Arsia Sulci
Gli Arsia Sulci sono una struttura geologica della superficie di Marte.